# Lachnum incrupilum
Lachnum incrupilum är en svampart som tillhör divisionen sporsäcksvampar, och som beskrevs av Ain (G.) Raitviir och Järv. Lachnum incrupilum ingår i släktet Lachnum, och familjen Hyaloscyphaceae. Arten är reproducerande i Sverige.